# Paradoxe sorite
 (mars 2009).
Si vous disposez d'ouvrages ou d'articles de référence ou si vous connaissez des sites web de qualité traitant du thème abordé ici, merci de compléter l'article en donnant les références utiles à sa vérifiabilité et en les liant à la section « Notes et références ».
 (septembre 2017).
- Si vous ne connaissez pas le sujet, laissez ce bandeau (vous pouvez alors contacter les auteurs).
- Si vous supprimez le contenu mis en cause (vous pouvez préalablement contacter les auteurs),

argumentez précisément cette suppression dans la page de discussion
(un manque de référence n'est pas un argument ; une recherche réelle de référence doit avoir été effectuée, être formellement documentée).
Le paradoxe sorite, aussi appelé paradoxe du tas, est un paradoxe dû à une terminologie vague (par exemple, un tas de sable). Il décrit un raisonnement qui conclut à l'impossibilité de constituer un tas (par ex. de sable) en accumulant un grain après l'autre. Ce paradoxe met en jeu un raisonnement par récurrence tout en exploitant dans ses prédicats, le flou sémantique qui entoure les mots du langage courant. Ce paradoxe fut formulé au IVe siècle av. J.-C. par Eubulide, qui fut dirigeant de l'École mégarique. La version symétrique du paradoxe conclut au fait qu'en éliminant un à un les grains d'un tas, on aboutit à un tas constitué d'un seul grain. 

## Énoncés
Sous sa forme originale, le paradoxe du tas s'énonce :
- un grain isolé ne constitue pas un tas.
- l'ajout d'un grain ne fait pas d'un non-tas, un tas.

On en déduit que :
- l'on ne peut constituer un tas par l'accumulation de grains.

Pour s'en convaincre, il suffit de raisonner par l'absurde, on obtient alors une contradiction par récurrence. Par ailleurs, dénoncer la seconde prémisse revient implicitement à énoncer :
- il existe un nombre n tel que : n grains ne forment pas un tas, n+1 grains forment un tas.

Si l'on postule maintenant :
- Un tas reste un tas si on lui enlève un grain.

Alors, considérant un tas, on peut en déduire par récurrence que :
- un grain unique ou même l'absence de grains constitue toujours un tas.

Les deux paradoxes sorites précités reposent sur l'absence de définition quantitative précise du tas. Ils peuvent ainsi se ramener à la question :
- Combien de grains faut-il pour faire un tas ?

## Réponses
(août 2020).
- Si vous ne connaissez pas le sujet, laissez ce bandeau (vous pouvez alors contacter les auteurs).
- Si vous supprimez le contenu mis en cause (vous pouvez préalablement contacter les auteurs),

argumentez précisément cette suppression dans la page de discussion
(un manque de référence n'est pas un argument ; une recherche réelle de référence doit avoir été effectuée, être formellement documentée).
Pour les philosophes antiques, le paradoxe sorite n'existait que dans une vision essentialiste du monde, où l'on supposait que les catégories de la raison préexistaient à l'exercice de celle-ci.
Pour les philosophes analytiques tels que Bertrand Russell, ce type de paradoxe met en évidence le laxisme sémantique des définitions dans le langage usuel. On pourrait en déduire que l'on ne peut raisonner sainement hors du cadre des langages formels.
Cependant, ce cadre étant trop restrictif pour l'usage courant, on préconisera l'emploi de la logique floue.
La réponse des logiciens consiste à dire que toute définition usuelle du « tas » est un axiome tel que la formule « un tas reste un tas si on lui enlève un grain » est soit contradictoire soit non modélisable.[pas clair]
On ne peut appliquer des considérations quantitatives à une notion qualitative. Or la notion de tas ne peut être considérée comme quantitative (d'un point de vue mathématique) car la question « n objets forment-il un tas ? » n'a pas de réponse claire indépendante du choix de n. La définition d'un tas en tant que quantité est donc invalide. Par ailleurs, « un tas reste un tas si on lui enlève un grain » n'a pas de sens si tas est une notion qualitative. 
En langage courant, la définition d'un mot n'est pas donnée préalablement ; elle se construit par l'usage du mot. L'emploi de « tas » dans une phrase définit ce mot, relativement au sens des autres mots de la phrase, et pour autant que la phrase soit pertinente. Inversement, la pertinence de la phrase résulte du sens du mot « tas ». Le langage est alors auto-référentiel.
Considérons par exemple que si un grain nourrit un oiseau, alors un tas de grains nourrit une nuée d'oiseaux.
L'affirmation « un tas de grains nourrit une nuée d'oiseaux » est d'autant plus acceptable (en tant que stricte vérité) que les termes « tas » et « nuée » sont flous. 
On comprend alors que le « tas » est au « grain » ce que la « nuée » est à l'« oiseau ».
Une définition plus précise du « tas » invaliderait l'affirmation en l'absence de précision adéquate sur la « nuée ».
Cet exemple illustre la possibilité de raisonner de manière non-floue sur des notions floues. Il montre également le caractère relativiste que la phrase donne du sens du mot « tas ».
Il montre enfin que la notion de paradigme est plus adéquate que celle de définition.
Toutefois, en langage courant, la « définition » d'un mot n'est pas unique ; elle est contextuelle.
La notion de « tas » n'est pas la même suivant que l'on considère un « tas de grains » (entité énumérable), un « tas de boue » (entité non énumérable, mais quantifiable), un « tas d'ennuis » (entité inquantifiable) ou encore la notion quantifiante de « tas d'éléments » en algorithmique.
Ainsi la phrase « Faut-il plus d'ennuis que de grains pour faire un tas ? » est une absurdité créée par un amalgame contextuel. Il en est de même pour « un grain isolé ne constitue pas un tas » et « l'ajout d'un grain ne fait pas d'un non-tas un tas ».
Cette dernière interprétation rapproche les paradoxes sorites du paradoxe du gruyère.

## Commentaire par Hegel
Selon Hegel (Encyclopédie des sciences philosophiques, Logique, Doctrine de l'être, Mesure, § 107-111, en particulier dans l'Addendum au § 108), l'argument sorite, loin d'être simplement « un oiseux bavardage d'école », est d'une grande importance. Après avoir en effet opposé les concepts de « qualité » et de « quantité », Hegel voit dans la « mesure » la synthèse en acte de ces deux concepts : l'argument du sorite a ceci de précieux qu'il permet de montrer comment la qualité peut transformer la quantité, et réciproquement.
En enlevant ou en ajoutant un à un des grains de sable, on procède en effet à une diminution ou une augmentation simplement quantitative, qui n'entraîne pas de changement qualitatif, car la quantité prélevée ou ajoutée est négligeable devant la quantité totale. Le changement étant insensible, la différence entre la quantité et la qualité semble vérifiée : la modification quantitative n'entraîne pas de modification qualitative.
Et pourtant, un changement important aboutit bien à un changement qualitatif, lorsque ce n'est plus simplement le nombre d'unités qui diffère, mais véritablement l'ordre de grandeur. Hegel en donne un exemple politique : si une constitution est adaptée à un petit pays, une modification mineure de l'étendue de son territoire n'appellera pas une modification de la constitution. En revanche, si l'extension est importante, la constitution ne sera plus nécessairement adéquate. On serait bien en peine de trouver la limite exacte de superficie qui nous a fait passer d'une constitution adéquate à une constitution inadéquate. Hegel en donne aussi un exemple amusant : on peut affirmer qu'être chauve et être chevelu sont deux situations qualitativement différentes pour un homme. Cependant en lui enlevant les cheveux un par un, on s'apercevra qu'une suite de modifications quantitatives insignifiantes, indifférentes, devient un changement qualitatif. 
Le paradoxe sorite montre que la séparation radicale des concepts de qualité et de quantité ne permet pas de penser positivement le passage de l'un dans l'autre, que l'on observe pourtant dans ce type d'expériences. C'est pourquoi Hegel substitue à l'opposition de ces deux concepts le concept de mesure, unité de la quantité et de la qualité, susceptible de s'instancier en qualité, en quantité, ou encore de permettre le passage de la qualité à la quantité, de la quantité à la qualité.

## Solution par une logique floue
Reprenons ce paradoxe du tas :
- un grain isolé ne constitue pas un tas.
- l'ajout d'un grain ne fait pas d'un non-tas, un tas (0,99)

où 0,99 signifie qu'on considère ce dernier principe vrai à 99% (par exemple).
Sous réserve d'une définition idoine des opérateurs logiques, une nouvelle conclusion a un degré de vérité égal à 0,99 fois celui de la précédente, d'où une formulation générale de ces conclusions :
- il est 0,99^(n-1) -vrai qu'un ensemble de n grains n'est pas un tas
- ou en termes usuels : Un grain n'est pas un tas, mais il est de moins en moins vrai qu'un ensemble de n grains n'est pas un tas quand n croît.

C'est un exemple-type de la combinaison d'un énoncé posé absolument vrai (un grain ne forme pas un tas) et d'une proposition empirique : il est raisonnablement vrai qu'ajouter un grain à un non-tas n'en fait pas un tas.